# Caló (banda)
Caló es un quinteto de música bailable originario de México. Su mayor éxito se dio en la década de los 90, pero han seguido vigentes desde entonces. La agrupación mezclaba géneros como el rap, hip hop y house, además de incluir elementos de música electrónica bailable.

## Historia
Sus integrantes varones Claudio Yarto, Gerardo Méndez y Andrés Castillo tenían proyectos personales en el mundo del espectáculo. Las hermanas María y Maya Karunna participaban en el teatro infantil desde que eran niñas. Claudio Yarto era DJ en discotecas (Christine y Risky Business de Cancún, entre otras) y hacía radio. Por su parte, Gerardo y Andrés formaron un proyecto de rap y bailaban breakdance en las calles.
De su primer material logran colocar el primer éxito, "El Planeta". El sonido fue nuevo para la radio en español, y esto los llevó a ser considerados, después de su primer material, como Grupo Revelación del Año en la entrega de Premios ERES en México. De ese mismo primer álbum se desprende El Capitán y No Puedo Más, que ayudó a consolidar su éxito.[cita requerida]
Después de la venta de 690 mil unidades de ese material, Claudio Yarto se volvió conductor de un programa de televisión llamado El Sabor de la Noche (transmitido por canal 2 de Televisa en México) y posteriormente lanzaron su segundo material, nuevamente producido por Aleks Syntek, del cual se desprendieron sencillos como La Taquiza (con la letra original de Chava Flores, mezclada con Let's Groove del grupo Earth, Wind & Fire), Fiesta Party y Ponte Atento, del que se vendieron alrededor de 310 mil unidades.[cita requerida]
El álbum Caló 93 fue el primero producido por Claudio Yarto para su propio grupo, y buscó emular el acid house de grupos como Inner City y Deee-Lite (de quienes se usó un sampleado de las canciones Groove Is In The Heart y Good Beat en el tema de Caló Vengo). Sin embargo, en términos comerciales este álbum no tuvo el éxito de sus antecesores.[cita requerida]
Canciones con estructura musical para discoteca, no para radio, temas de siete minutos que la radio no permite usar a la disquera, "por ser muy largas". La disquera PolyGram, al mandar a hacer el arte, comete también el error de equivocarse en el orden interno de las pistas contra los de portada. La discusión por la duración de las canciones y la equivocación en el arte hizo que la disquera y Caló terminaran el romance en ese momento y, aunque los temas se editaron a versiones de radio, la dirección de ese momento decidió apenas en el primer sencillo engavetar ese proyecto, que tuvo un costo de 100 mil dólares estadounidenses.[cita requerida]
Caló regresó con un álbum nuevamente producido por primera vez con un compositor ajeno al grupo, y le dieron un sonido muy similar tanto al de Ace of Base como al del dúo español Amistades Peligrosas en el primer sencillo Formas de Amor, que nuevamente los situó en los primeros lugares de las listas de popularidad de la radio mexicana.[cita requerida]
La gente decía que Caló sonaba como el grupo Ace of Base, a lo cual Yarto contestaba: "Gracias por compararnos con el mejor grupo pop en el mundo en ese tiempo".[cita requerida]
Después de este LP, Caló terminó su contrato de exclusividad con Televisa y lanzó un disco sin Claudio Yarto en el que interpretaban únicamente covers de canciones clásicas de música disco e iniciaban un contrato con TV Azteca que no les trajo el mismo éxito que habían conocido antes.[cita requerida]
En este lapso, Claudio Yarto publicó un álbum con su propio nombre, titulado El Rey del Mundo, condujo un programa de radio en Los Angeles, y luego dio a conocer otro álbum solista con el nombre del regreso del dj Dj Yooo, donde recibió el Premio Canción Social del año 2003 que otorga el Consejo de la Comunicación en el marco de los Premios OYE.[cita requerida]
Después de su período como solista, Claudio Yarto se reincorporó a la agrupación después de que Caló regresó a Televisa años más tarde, promoviendo el último álbum de Caló, que consistía en una compilación de nuevas versiones de sus más grandes éxitos, interpretadas en colaboración con cantantes pop como Margarita La Diosa de la Cumbia y Jay de la Cueva, cantante del grupo de pop rock Moderatto y miembro del grupo mexicano de música electrónica Titan, más algunas nuevas canciones. La disquera DCM Records, propiedad de Salvador Sánchez Suárez y del integrante del grupo hasta ese momento Andrés Castillo, deciden utilizar un párrafo del contrato artístico con Caló para retener ilegalmente las regalías de autor y compositor para los integrantes del grupo. El resultado fue la separación de esa disquera, deteniendo el proyecto en el segundo sencillo y ocasionando el corte de la relación de amistad y negocio con Andrés Castillo.[cita requerida]
En año 2011 Maya Karunna y Andrés "Hompy" Castillo presentaron sus materiales solistas, ambos en torno a un sonido más eurodance, aunque en el caso de Maya, ella optó por el sonido más comercial del Circuit House que suena en los clubs LGBT y que ha pasado desapercibido para los medios masivos de México.
En el 2014, Claudio Yarto se reincorporó al mundo del disc jocking, presentándose en clubs en toda la República mexicana.[cita requerida]
En el 2015, Claudio Yarto y el DJ y productor Luis Montes de Oca LBM lanzaron al mercado su Clubber Housser, disco de 34 pistas con un sonido orientado al deep house y acid house, con vocales en inglés de cantantes invitadas, donde Claudio Yarto también hace rap en inglés. Este proyecto se publicó con el sello independiente Prototipo.[cita requerida]
El grupo Caló, ya sin Andrés Castillo, regresó a los escenarios tras enfrentar un juicio legal con Andrés Castillo por la reserva del nombre artístico CALÓ registrado ante el Instituto Nacional de los Derechos de Autor (Indautor) unilateralmente en el año 1992 por él sin el consentimiento de los demás integrantes y sin la investigación de veracidad de información de la institución citada.[cita requerida]
La marca CALÓ es propiedad de los demás integrantes.[cita requerida]
En el 2007 publican Leyenda, con el primer sencillo titulado "Dando y Dando". Su segundo sencillo es "La Colegiala", con la colaboración de Margarita La Diosa de la Cumbia.[cita requerida]

## El regreso
En el año 2018 Caló regresa con su álbum en vivo Déjà Vu, publicado por Sony Music, y gracias a un contrato con Ari Borovoy, de OV7 y su empresa BOBO Producciones, se unen a la gira 90's Pop Tour junto a The Sacados, Fey, Jeans y otros íconos de la música pop mainstream de América Latina. Andrés Castillo se burla de la participación de Caló en el 90's Pop Tour, durante una entrevista en el programa de televisión De Primera Mano, afirmando que él "prefiere compartir con los jóvenes que con la gira de la diabetes", los conductores del programa se ofendieron y entrevistaron al resto de los integrantes de Caló su opinión, a lo que Claudio Yarto respondió que "cuando no tienes por qué trabajar con una persona, nadamás no trabajas", y que él no tiene nada en contra de Andrés Castillo "y que Dios lo bendiga".[cita requerida]
En su nuevo compilado de éxitos en vivo, Caló presentó dos nuevas pistas con un sonido de reggaetón actualizado, de entre los que destaca el primer sencillo "Ay, Ay, Ay Amor", donde ya aparece On-C Mendez remplazando a Andrés Castillo.[cita requerida]

## Integrantes
- Claudio Yarto (voz principal)

Después de su participación en el grupo, realizó varios programas de televisión como conductor y dándole la voz a personajes como el perro Tric Trac de una telenovela de TV Azteca. También ha participado en duetos con otros artistas como Roberto Jordán, con quien hizo una nueva versión de "Hazme Una Señal", un éxito de Jordán en los años 70. Claudio Yarto también sacó un disco solista con su propio nombre y un disco con el seudónimo de Dj Yooo, después de ser conductor de un programa de radio web durante su tiempo de residencia en Los Angeles.[cita requerida]
- María Karunna Hill Bauche (voz principal y baile)

En 1991, mientras pertenecía a Caló, grabó como solista y con la ayuda de sus compañeros de grupo, el disco Bienvenidos a la Casa, y tuvo los éxitos radiales "Mentira" y "¿Quién es ese hombre?". El disco fue producido por Claudio Yarto. También participó en la película Un Secreto de Esperanza, en el 2004.[cita requerida]
- Maya Karunna Hill Bauche (voz principal y baile)

En 1999, Maya y María Karunna participaron en un disco homenaje a Cri Cri, junto con artistas como: Kabah, Alejandra Guzmán, Mariana Garza, Anahí, entre otras. También participó en la tercera temporada del reality show mexicano "Cantando por un Sueño" y desde entonces ha tenido participaciones en varias telenovelas y programas de comedia en Televisa. En el 2006 posó para la revista Penthouse, y en el 2008 en la revista H para hombres. En el 2011 lanzó su primer álbum solista de forma independiente. En el 2021 colaboró con Alex Midi, de Moenia, en la canción "Regala Amor", que no gozó del éxito que ella conoció con Caló.[cita requerida]
- Gerardo Méndez (baile y coros)

Empezó a bailar en las discotecas a los 13 años, su ídolo musical siempre fue Michael Jackson, y al igual que Andrés, -a quien conoció ahí- también participó en La Disco Jackson, donde se ganó una chamarra. A partir de ahí, Gerardo y Andrés se hicieron muy buenos amigos y sobre la base de esa amistad comenzaron a realizar proyectos juntos. Entre ellos, un grupo que formaron con Luis Roberto (bailarín de Yuri). Después concursaron en Música Futura, ganaron y se quedaron como bailarines de Sasha. Gerardo tiene cuatro hermanos: Miguel Ángel, Ricardo, Alejandro y César. Es el coreógrafo de Caló. En el 2004 Gerardo, Andrés y un nuevo compañero, Góngora, decidieron formar un nuevo grupo llamado EKS bajo la compañía Dream Castle Music.[cita requerida]
- César Méndez (baile y coros)

También conocido como ON-C, hermano de Gerardo Méndez, integrante original. Bailarín y rapero.
- DJ Luis Montes de Oca
- Deny Kotasek
- Andrés "HOMPY" Castillo

## Discografía
- Lengua de Hoy (1990)
- Ponte Atento (1991)
- Caló (1993)
- Sin miedo (1994)
- Puro Caló (1997)
- Dance Dance Dance (1998)
- Leyenda (2007)
- 90's Pop Tour (2017)
- Deja Vú (2018)
- 90's Pop Tour, Vol.2 (2018)
- 90's Pop Tour, Vol.3 (2019)
- 90's Pop Tour 5 Arena 20 (2024)